# مونیکا بلایبتروی
مونیکا بلایبتروی (آلمانی: Monica Bleibtreu؛ ۴ مهٔ ۱۹۴۴ – ۱۳ مهٔ ۲۰۰۹) بازیگر اهل اتریش بود.
از فیلم‌ها یا برنامه‌های تلویزیونی که وی در آن نقش داشته‌است، می‌توان به با اشک‌های گرمم، قصر و ۴ دقیقه اشاره کرد.